# (11202) Teddunham
(11202) Teddunham (1999 FA10) – planetoida z pasa głównego asteroid okrążająca Słońce w ciągu 4,53 lat w średniej odległości 2,74 j.a. Odkryta 22 marca 1999 roku.